# Czerwone Wierchy

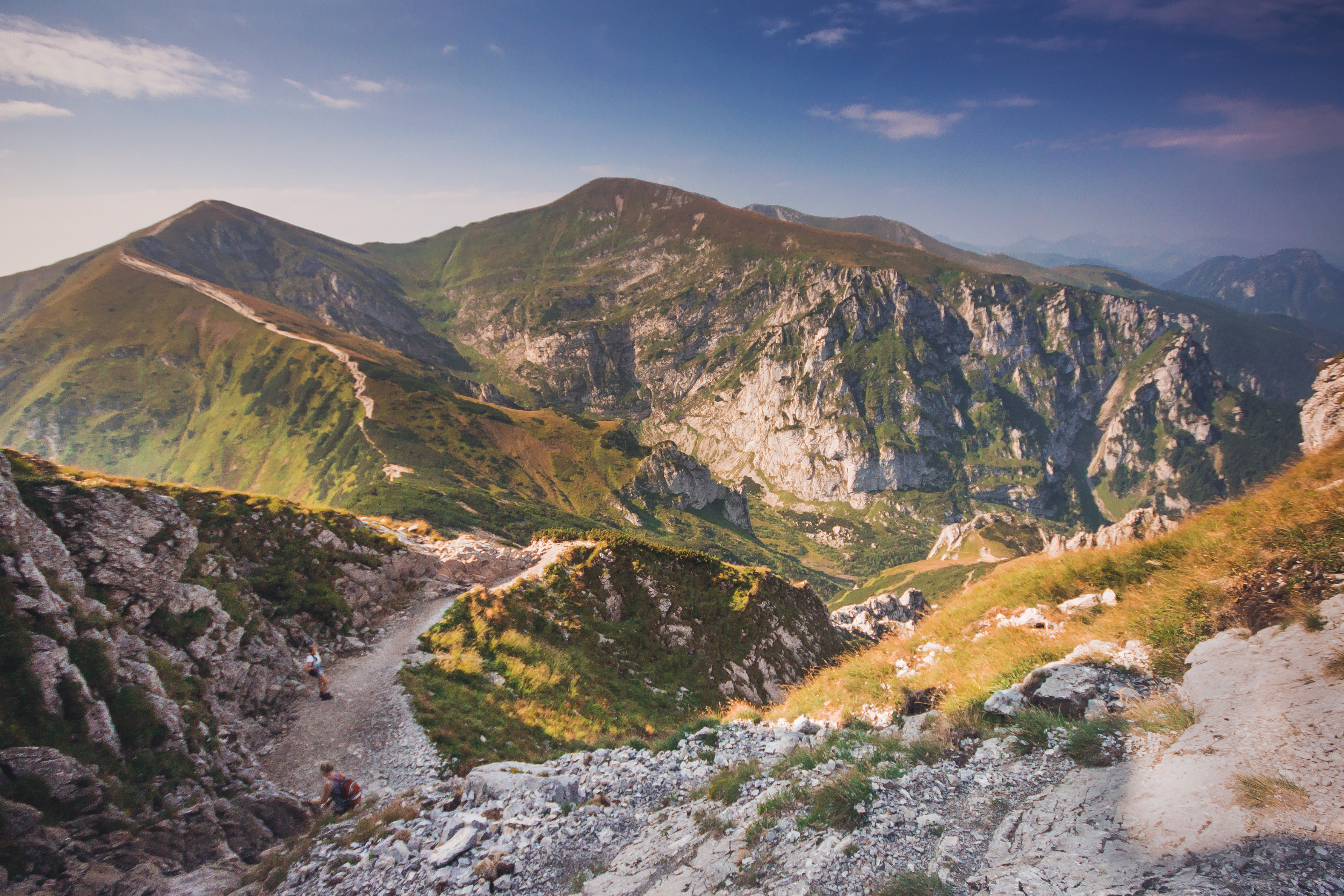
Blick vom Giewont

Die Czerwone Wierchy (tschechisch/slowakisch Červené vrchy, zu deutsch: Rote Gipfel) ist ein bis zu 2122 Meter hohes Bergmassiv an der polnisch-slowakischen Grenze im Hauptkamm der Westtatra südlich von Zakopane. 

## Gipfel und Gebirgspässe
Das Massiv hat vier Hauptgipfel: 
- Ciemniak
- Krzesanica
- Małołączniak
- Kopa Kondracka

und drei Gebirgspässe:
- Mułowa Przełęcz
- Litworowa Przełęcz
- Małołącka Przełęcz

## Lage und Umgebung
An dem Massiv liegen drei Haupttäler: 
- Dolina Kościeliska
- Dolina Bystrej
- Tichá dolina

und fünf Seitentäler:
- Dolina Tomanowa
- Dolina Kondratowa
- Dolina Małej Łąki
- Dolina Miętusia
- Tomanovská dolina

## Höhlen
In dem Bergmassiv befinden sich zahlreiche Karsthöhlen, unter anderem:
- Jaskinia Harda
- Jaskinia Marmurowa
- Jaskinia Mała w Mułowej
- Jaskinia Miętusia
- Śnieżna Studnia
- Jaskinia Wielka Śnieżna
- Jaskinia Wysoka – Za Siedmiu Progami

### Routen zum Gipfel
Der Wanderweg führt über den Hauptkamm der Tatra und der polnisch-slowakischen Grenze.
- ▬ Der rot markierte Kammweg führt vom Tal Dolina Kościeliska über den Gipfel in die Hohe Tatra.
- ▬ Ein blau markierter Wanderweg führt vom Tal Dolina Małej Łąki auf den Gipfel.

Als Ausgangspunkt für eine Besteigung aus den Tälern eignen sich die Ornak-Hütte, Kondratowa-Hütte und die Chochołowska-Hütte.